# Sisto Riario Sforza
Sisto Riario Sforza (Nàpols, 1810-1878) fou un cardenal de la Cúria romana. Fou arquebisbe de Nàpols als trenta-quatre anys i més tard cardenal. Adquirí popularitat a Itàlia quan la guerra contra Imperi Austríac el 1848, pel seu patriotisme; això no obstant, fou fidel a la causa de l'absolutisme i al govern dels borbons a Nàpols. Després del regne de les Dues Sicílies a Itàlia (1861), Riario Sforza protestà d'aquesta, així com de la constitució de la unificació italiana, i va impedir que en les esglésies de la seva diòcesi es fessin rogatives pel rei. Per haver pres part en una conspiració en pro de la Restauració borbònica, fou expulsat de Nàpols pel general Enrico Cialdini, no tornant a la seva càtedra fins al 1866. Fou un ardent partidari del Syllabus Errorum, del poder temporal i de la infal·libilitat pontifical. Se'l designava entre els candidats a la seu pontifícia per succeir en Pius IX, però va morir abans.